# Ю Минь
Люссилия Ю Минь — гонконгская актриса.
Её талант был обнаружен в 1952 году одним из братьев Шоу — Runde Shaw. Ю Минь снялась в двадцать фильмах для Shaw Brothers. В 1958 году она подписала контракт с Motion Pictures and General Investment. Вместе с Е Фэн и Грэйс Чан она снялась в фильме «Sun, Moon, and Star» (1961), за который получила премию «Золотая лошадь» в номинации за лучшую женскую роль. После съёмок в фильме «A Night in Hong Kong», где партнёром актрисы выступил японский актёр Takarada Akira, Ю Минь стала чрезвычайно популярна в Японии.
В 1964 году после смерти основателя Motion Pictures она вышла замуж и покинула кинематограф.
Ю Минь умерла 29 декабря 1996 года от сердечного приступа в Гонконге.